# Litografia EUV
Litografia EUV (ang. Extreme ultraviolet lithography, EUVL lub EUV) – technologia wykorzystywana w przemyśle półprzewodnikowym do produkcji układów scalonych. Jest to rodzaj fotolitografii, w której wykorzystuje się światło skrajnego ultrafioletu o długości fali 13,5 nm pochodzące z plazmy cyny aktywowanej laserem, w celu tworzenia wzorów na podłożach półprzewodnikowych.
Na rok 2025, ASML jest jedyną firmą tworzącą maszyny EUV w technologii 5 nm i 3 nm.

## Historia
W latach 1960. do produkcji układów scalonych stosowano światło widzialne o długości fali wynoszącej 435 nm z lamp rtęciowych.
Później zaczęto używać światła ultrafioletowego (UV), początkowo o długości fali 365 nm, a następnie z długościami fal 248 nm, a następnie 193 nm, który nazywany jest dalekim UV.
Następny krok, idący jeszcze dalej, nazwano ekstremalnym UV, w skrócie EUV. Wielu uważało, że technologia EUV jest niemożliwa do zrealizowania.
W 1991 roku naukowcy z Bell Labs opublikowali artykuł, w którym wykazali możliwość wykorzystania długości fali 13,8 nm dla tzw. miękkiej litografii projekcyjnej promieni rentgenowskich.

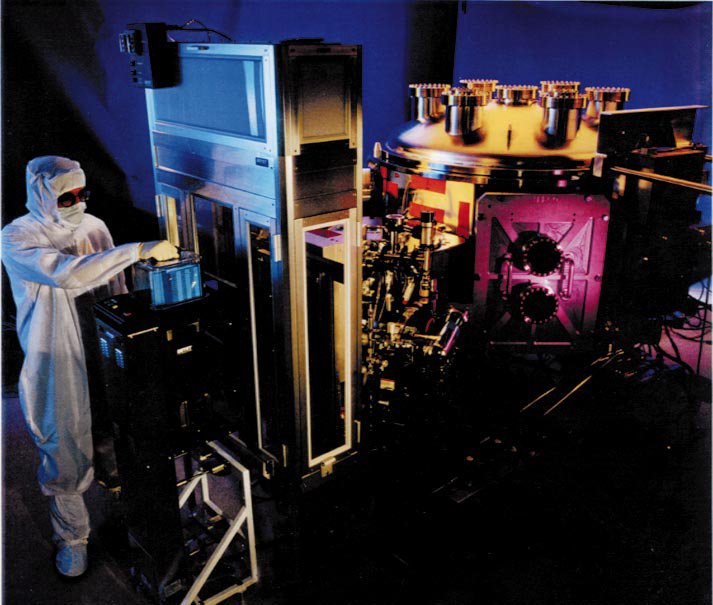
Eksperymentalne narzędzie EUVL, Lawrence Livermore National Laboratory

Aby sprostać wyzwaniom litografii EUV, w latach 1990. naukowcy z Lawrence Livermore National Laboratory, Lawrence Berkeley National Laboratory i Sandia National Laboratories otrzymali fundusze na przeprowadzenie badań podstawowych nad przeszkodami technicznymi. Wyniki prac zostały rozpowszechnione za pośrednictwem umowy o współpracy badawczo-rozwojowej w formule partnerstwa publiczno-prywatnego CRADA, przy czym wynalazek i prawa do niego były w całości własnością rządu USA, ale zostały licencjonowane i rozpowszechnione za zgodą Departamentu Energii i Kongresu. CRADA składała się z konsorcjum prywatnych firm i laboratoriów, które utworzyły podmiot o nazwie Extreme Ultraviolet Limited Liability Company (EUV LLC).
O licencję ubiegały się wówczas Intel, Canon i Nikon (liderzy w tej dziedzinie), a także holenderska firma ASML i Silicon Valley Group (SVG). Kongres odrzucił  japońskim firmom niezbędnego zezwolenia, w tamtym czasie były postrzegane jako silni konkurenci techniczni, którzy nie powinni korzystać z finansowanych przez podatników badań kosztem firm amerykańskich. W 2001 roku SVG zostało przejęte przez ASML, przez co ASML stał się jedynym beneficjentem tej technologii.
Pierwszy prototyp z 2006 r. był w stanie wyprodukować jeden wafel w ciągu 23 godzin. Od 2022 roku jedno urządzenie ASML potrafi produkować do 200 wafli na godzinę. W skanerze zastosowano optykę firmy Zeiss, którą tworzy precyzyjne lustra w wyniku lokalizowania niedoskonałości, a następnie oddzielania pojedynczych cząsteczek za pomocą takich technik, jak wiązki jonów.
Dzięki temu średniej wielkości firma ASML stała się światowym liderem w produkcji skanerów i monopolistą w tej technologii. W 2021 r. osiągnęła rekordowe obroty w wysokości 28,3 mld euro, przewyższając tym samym swoich konkurentów, firmy Canon i Nikon, którym odmówiono dostępu do praw własności intelektualnej. Ponieważ jest to kluczowa technologia dla rozwoju wielu dziedzin, amerykański licencjobiorca wywarł presję na holenderskie władze, aby nie sprzedawały tych maszyn Chinom. ASML zastosowało się do wytycznych holenderskiej kontroli eksportu i do odwołania nie będzie miało uprawnień do wysyłania maszyn do Chin. Chiny również zainwestowały znaczne środki w krajowy projekt EUV, a wiodące chińskie firmy, takie jak Huawei i SMEE, złożyły również wnioski patentowe na swoje alternatywne propozycje odnoszące się do technologii EUV.